# Тисовац (Добој)
Тисовац је насељено мјесто у граду Добој, Република Српска, БиХ. Према попису становништва из 2013. у насељу је живјело 185 становника.

## Становништво
| Демографија | Демографија | Демографија |
| Година      | Становника  | Становника  |
| ----------- | ----------- | ----------- |
| 1953.       | 280         |             |
| 1961.       | 318         |             |
| 1971.       | 357         |             |
| 1981.       | 339         |             |
| 1991.       | 313         |             |
| 2013.       | 185         |             |

| Етнички састав према Попис становништва у СР Босни и Херцеговини 1991.‍ | Етнички састав према Попис становништва у СР Босни и Херцеговини 1991.‍ | Етнички састав према Попис становништва у СР Босни и Херцеговини 1991.‍ | Етнички састав према Попис становништва у СР Босни и Херцеговини 1991.‍ | Етнички састав према Попис становништва у СР Босни и Херцеговини 1991.‍ |
| ---------------------------------------------------------------------- | ---------------------------------------------------------------------- | ---------------------------------------------------------------------- | ---------------------------------------------------------------------- | ---------------------------------------------------------------------- |
|                                                                        |                                                                        |                                                                        |                                                                        |                                                                        |
| Срби                                                                   | Срби                                                                   |                                                                        | 311                                                                    | 99,36%                                                                 |
| Хрвати                                                                 | Хрвати                                                                 |                                                                        | 1                                                                      | 0,32%                                                                  |
| Остали                                                                 | Остали                                                                 |                                                                        | 1                                                                      | 0,32%                                                                  |
| укупно: 313                                                            |                                                                        |                                                                        |                                                                        |                                                                        |

По Попису становништва БиХ 2013. у насељу Тисовац живи 185 становника.